# مقاطعة كولين
مقاطعة كولين (بالتشيكية: Okres Kolín)‏ هي مقاطعة (أوكريس) في إقليم بوهيميا الوسطى في جمهورية التشيك.
عاصمة هذه المقاطعة هي مدينة كولين.

## اقرأ أيضاً
- مقاطعات جمهورية التشيك